# Sergej Obuchov
Sergej Obuchov, även kallad Obbe, född 29 juni 1974 i Kirov, är en rysk bandyspelare som säsongen 2018-19 spelar i Dynamo Kazan. Han räknas till en av världens bästa bandyspelare genom tiderna. Obuchov har gjort överlägset flest mål i det ryska landslaget, 200 stycken. Förutom flera säsonger i Falu BS har han även spelat i ryska klubbar som HK Vodnik och Dynamo Moskva. Under 2010-talet spelade han minst fyra säsonger i moderklubben Rodina.
Han vann skytteligan år 2001 och blev samma år utsedd till årets man i svensk bandy. Motiveringen löd:
För första gången sedan utnämningen Årets Man infördes 1964 går utmärkelsen till en utländsk spelare. Sergei Obuhov från Ryssland är dessutom den första utlänningen som vinner skytteligan. Inte nog med det: han gjorde 63 mål i allsvenskan/elitserien, ett mål mer än Jonas Claessons tidigare rekord. Få spelare genom åren har som Obbe dominerat svenska bandyisar under den gångna säsongen. Hans kraftfulla skridskoåkning och målfarlighet har gjort honom till en isbrytare för rysk bandy i Sverige.[källa behövs]
Fortfarande (2019) är han den enda utländska spelare som har vunnit utmärkelsen.